# Stadio Marcantonio Bentegodi
Stadio Marcantonio Bentegodi je nogometni stadion v italijanskem mestu Verona. Na stadionu domače tekme igrata nogometna kluba A.C. Chievo Verona, ki nastopa v Serie A in Hellas Verona, ki nastopa v Serie B. Stadion je bil zgrajen leta 1963, prvotno velikost 40.000 sedežev pa so kasneje povečali na 45.000 sedežev.